# Erl (Kasbach-Ohlenberg)
Erl ist ein Ortsteil der Ortsgemeinde Kasbach-Ohlenberg im rheinland-pfälzischen Landkreis Neuwied. Er gliedert sich in die Gemeindeteile Untererl und Obererl.

## Geographie
Erl schließt sich nordöstlich an den Ortsteil Ohlenberg an und umfasst Höhenlagen zwischen 270 und 320 m ü. NHN. Untererl liegt auf durchschnittlich 280 m ü. NHN, Obererl auf 305 m ü. NHN. Damit ist Erl bzw. Obererl der am höchsten gelegene Ortsteil von Kasbach-Ohlenberg und lässt sich naturräumlich bereits zum Rheinwesterwälder Vulkanrücken zählen, einem Höhenzug am Rande des Niederwesterwalds. Nördlich erhebt sich der Minderberg (etwa 405 m ü. NHN). Beide Gemeindeteile sind an die Kreisstraße 21 angebunden, die von Kasbach aus kommend bei Obererl auf die Landesstraße 253 (Linz–Kretzhaus) mündet. Unmittelbar östlich an Erl schließt sich der zur Stadt Linz am Rhein gehörende Weiler Stuxhof an.

## Geschichte
Erl wurde erstmals im Jahr 1257 urkundlich erwähnt. Gerhard von Rennenberg schenkte 1270 dem von ihm Anfang des 13. Jahrhunderts gestifteten Kloster St. Katharinen seine Liegenschaften in Erl, die als „eyn kostlich hoiff“ bezeichnet wurden. Dieser Hof („Erler Hof“) umfasste damals 84 Morgen Ackerland, Wiesen und Hecken. 1565 entstand in Erl ein weiterer, später als „Schwarz-“ oder „Henkeshof“ bezeichneter Bauernhof mit 26 Morgen Land. Im Jahre 1674 diente der Erler Hof als Pfand für ein vom Kloster in Anspruch genommenes Darlehen, das sich auf 200 Reichstaler belief. 1803 war der Besitz des Hofs auf 140 Morgen angestiegen und umfasste neben einem Wohn- mehrere Wirtschaftsgebäude, darunter Stallungen und ein Backhaus. Nachdem das Herzogtum Nassau 1806 in den Besitz des umliegenden Territoriums gekommen war, kam der Erler Hof 1807 zur Versteigerung, blieb aber in Familienbesitz.
Ab 1809 gehörte Erl zur Gemeinde Ohlenberg, die 1816 der Bürgermeisterei Linz zugeordnet wurde. Bei der Volkszählung im Jahre 1843 umfasste Erl neun Wohn- und 31 Wirtschaftsgebäude. 1885 hatte Niedererl (d. h. Untererl) 42 Einwohner in acht Wohngebäuden, Obererl 32 Einwohner in sieben Wohngebäuden. Am 1. Januar 1976 kam Erl als Teil der Gemeinde Ohlenberg zur neugebildeten Ortsgemeinde Kasbach-Ohlenberg, wobei die Gemarkung Ohlenberg bestehen blieb. Bei der Volkszählung am 25. Mai 1987 zählte der Gemeindeteil Untererl 24, der Gemeindeteil Obererl 46 Einwohner.
Einwohnerentwicklung
| Jahr | Einwohner |
| ---- | --------- |
| 1816 | 33        |
| 1828 | 36        |
| 1843 | 57        |
| 1885 | 74        |
| 1987 | 70        |

## Sehenswürdigkeiten

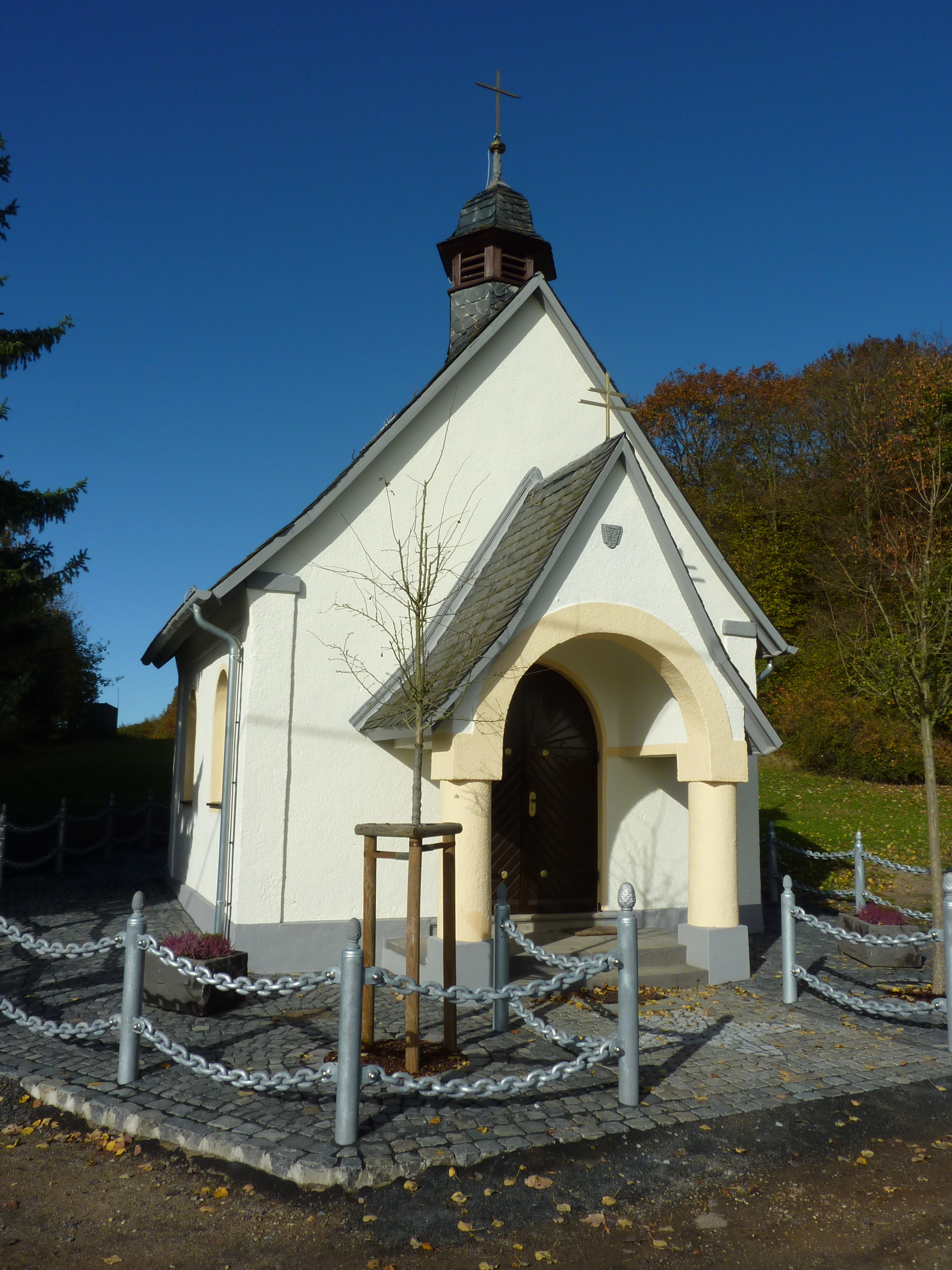
Antoniuskapelle (2012)

Die bedeutendste Sehenswürdigkeit von Erl ist die am nordöstlichen Ortsausgang in Obererl gelegene Antoniuskapelle. Sie geht auf einen im Jahre 1733 zu einer kleinen Andachtskapelle erweiterten Bildstock mit einer Figur des heiligen Antonius von Padua zurück und wurde 1923/24 in der heutigen Form errichtet. Die Kapelle verfügt über ein von zwei Säulen getragenes Eingangsportal, ein Schieferdach sowie ein Glockentürmchen und besitzt sechs Rundbogenfenster. Bei der Restaurierung der Kapelle nach den Schäden aus dem Zweiten Weltkrieg wurde eine neue Antoniusstatue eingesetzt, die abermals 1967 durch eine große Holzstatue und diese wiederum nach einem Diebstahl 1998 ersetzt wurde. Von 2011 bis 2012 wurde die Kapelle grundlegend instand gesetzt und renoviert, wobei sie auch eine neue Glocke und eine elektrische Läuteeinrichtung mit Uhrschlag erhielt.
Als Kulturdenkmal unter Denkmalschutz steht ein Fachwerkhaus in Untererl (Unter-Erler-Straße 8) aus dem 17. oder 18. Jahrhundert, das teilweise massiv gebaut ist.